# Тара Ветчорн
Тара Ветчорн (англ. Tara Watchorn; 30 травня 1990 року, Аджакс, Онтаріо, Канада) — канадська хокеїстка. Олімпійська чемпіонка Ігор 2014 року, віце-чемпіонка світу (2011).